# Каролик, Максим
Максим Каролик (англ. Maxim Karolik; 21 ноября 1893, Аккерман, Бессарабская губерния — 20 декабря 1963, Нью-Йорк) — американский оперный и камерный певец (тенор), коллекционер искусства, меценат.

## Биография
Родился в Аккермане, в семье владельцев галантерейной лавки на Московской улице Герша Зисевича Каролика и Ханы Каролик, приверженцев хасидизма. Учился в школе драматического искусства Савинова в Одессе. После окончания Петербургской консерватории пел в Мариинском театре, в 1922 году поселился в США. Некоторое время работал в Чикагской оперной труппе, потом выступал с камерными рециталами. В 1928 году женился на Марте Катарине Кодман (англ. Martha Catharine Codman, 1858—1948), из одного из состоятельнейших семейств Бостона. Семья жила в Ньюпорте, Род-Айленд.
В 1939 году чета Каролик передала Бостонскому музею изящных искусств свою коллекцию американского искусства 18 века (картины, мебель, изделия из серебра).
В 1949 году, после смерти жены, Максим Каролик передал вторую часть своей коллекции произведений искусства (232 картины американских художников, 1815—1865) Бостонскому музею изящных искусств. В 1962 году он передал этому же музею третью часть своей коллекции, состоящую из произведений народного искусства 19 века и акварелей американских художников (1800—1875). В 1958 году был назначен почётным куратором американского искусства в этом музее. Его коллекция привела к переоткрытию ряда забытых имён американских художников 18—19 столетий, особенно пейзажистов, а также привела к новой популярности американского примитивного искусства и люминизма; собственно сам термин «люминизм» был введён кураторами Джоном Бауэром и Максимом Кароликом в 1940-х годах.
Записанные им 30 русских камерных песен (Russian Music in Art Songs) были выпущены на трёх грампластинках бостонской фирмой «Unicorn Records» (1958), с комментариями Николаса Слонимского. Опубликовал ряд статей по предметам своей коллекции, был одним из учредителей Музея современного искусства в Ньюпорте (Род Айленд).
В 1930-е годы выделил средства на строительство Новой еврейской больницы в Аккермане (1934, ныне — роддом и женская консультация города Белгорода-Днестровского).
Его брат, Хуна (после эмиграции Ханан) Каролик (1891—?), был крупным предпринимателем, сначала в Бессарабии, потом в Хайфе.

## Записи
- Maxim Karolik, Nicolas Slonimsky. Thirty Russian Art Songs: Articles, Comments and Translations (3 грампластинки и книга). Songs composed by Rimsky Korsakoff; Tchaikovsky; Borodin; Gretchaninoff; Moussorgsky; Rachmaninoff; Balakirev; Tcherepnin; Cui; Dargomyzhsky. Boston, MA: Unicorn Records, 1958.